# Дмитро Власов
Дмитро Власов (нар. 11 липня 1982) — колишній російський тенісист.
Найвищу одиночну позицію світового рейтингу — 240 місце досяг 5 травня 2003, парну — 146 місце — 8 вересня 2003 року.

## Титули на челленджерах

### Парний розряд: (4)
| Ранг | Рік  | Турнір             | Покриття | Партнер            | Суперники                      | Рахунок          |
| ---- | ---- | ------------------ | -------- | ------------------ | ------------------------------ | ---------------- |
| 1.   | 2002 | Тольятті, Росія    | Тверде   | Філіпп Мухометов   | Артем Дерепаско Михайло Єлгін  | 6–4, 6–4         |
| 2.   | 2003 | Нью-Делі, Індія    | Тверде   | Радослав Лукаєв    | Джонатан Ерліх Енді Рам        | 7–6(6), 4–6, 6–2 |
| 3.   | 2003 | Тампере, Фінляндія | Ґрунт    | Ігор Андрєєв       | Ігнасіо Ірігоєн Ніколас Тодеро | 7–6(4), 6–1      |
| 4.   | 2004 | Тольятті, Росія    | Тверде   | Теймураз Габашвілі | Джеймс Окленд Ладіслав Шварць  | 6–3, 5–7, 6–4    |